# ریوالتا دی تورینو
ریوالتا دی تورینو (به ایتالیایی: Rivalta di Torino) یک کومونه در ایتالیا است که در استان تورین واقع شده‌است.

## خصوصیات
ریوالتا دی تورینو ۲۵٫۳ کیلومترمربع مساحت و ۱۹٬۴۲۲ نفر جمعیت دارد و ۲۹۵ متر بالاتر از سطح دریا واقع شده‌است.